# Maria Caniglia
Maria Caniglia (Nápoles, 5 de maio de 1905 – Roma, 16 de abril de 1979) foi uma das principais sopranos italianas das décadas de 1930 e de 1940.

## Vida e carreira
Caniglia estudou no Conservatório de Música de Nápoles com Agostino Roche. Fez sua estreia profissional em Turim como Chrysothemis na ópera Elektra em 1930. No mesmo ano fez Magda em La campana sommersa, de Ottorino Respighi em Gênova e Lohengrin em Roma. Sua estreia no teatro La Scala de Milão foi como Maria, em Lo straniero, de Ildebrando Pizzetti. Ela cantou com regularidade no La Scala até 1951 nos papéis principais de soprano na época, tais como Un ballo in maschera, La forza del destino, Aida, Andrea Chénier, Tosca, [Adriana Lecouvreur, etc. Ela teve especial sucesso com papéis da parte final do Verismo.
Na cena internacional, Maria Caniglia apresentou-se em lugares como a Ópera de Paris, Covent Garden e o Teatro Colón. Sua estreia no Metropolitan Opera of New York foi em 21 de novembro de 1938, como Desdêmona em Otello.
Caniglia participou da "exumação" de ópera há muito esquecidas, tais como Poliuto, de Donizetti e Oberto, de Verdi. Ela também participou da criação de muitos trabalhos contemporâneos: Manuela em La notte di Zoraima, de Italo Montemezzi's (Milão, 1931), Rosanna em Cyrano di Bergerac, de Franco Alfano (Roma, 1936), e o papel principal em Lucrezia, de Respighi (Roma, 1937).
Caniglia trabalhou com regularidade com os maiores maestros e cantores, deixando gravações de suas atuações principais, notavelmente Un ballo in maschera e Aida (regidas por Tullio Serafin), Andrea Chénier e Tosca (regidas por Oliviero De Fabritiis), todas com o tenor Beniamino Gigli; La forza del destino (regente Gino Marinuzzi), Don Carlo, Fedora e Francesca da Rimini, de Zandonai, esta última regida por Antonio Guarnieri. 
Caniglia casou-se em 1939 com o compositor italiano Pino Donati (1907-1975), que foi diretor musical da Arena de Verona, do Teatro Comunal de Bolonha e da Ópera Lírica de Chicago.